# Сигел, Дон
Дон Сигел (англ. Don Siegel; 26 октября 1912 — 20 апреля 1991) — американский кинорежиссёр и продюсер.

## Биография
Дон Сигел родился в Чикаго в еврейской семье, окончил Колледж Иисуса в Кембриджском университете. Начал карьеру в кино как монтажёр на студии «Warner Brothers».
В 1945 году стал режиссёром двух короткометражных фильмов. В 1956 году вышла признанная позже классической научно-фантастическая лента «Вторжение похитителей тел». Сигел работал с Элвисом Пресли («Пылающая звезда»), со Стивом Маккуином («Ад для героев») и Ли Марвином («Убийцы»). На рубеже 1960-х—1970-х годов вышло несколько успешных работ с Клинтом Иствудом, в том числе полицейский боевик «Грязный Гарри». Сигел повлиял на Иствуда-режиссёра, который посвятил свой фильм «Непрощённый» Сигелу и Серджо Леоне.
В 1948—1953 годах Сигел был женат на актрисе Вивеке Линдфорс, в 1952 году родившей ему сына Кристофера Табори, который впоследствии станет актёром и телережиссёром. В 1957 году женился на актрисе До Аведон, у них было четверо детей. Сигел умер в Нипомо (Калифорния) от рака в возрасте 78 лет.

## Фильмография

### Режиссёр
- 1945 — Звезда в ночи / Star in the Night
- 1945 — Гитлер жив! / Hitler Lives!
- 1946 — Вердикт / The Verdict
- 1949 — Night Unto Night
- 1949 — Большой обман / The Big Steal
- 1952 — Нет времени на цветы / No Time for Flowers
- 1952 — Дуэль на Сильвер-Крик / The Duel at Silver-Creek
- 1952—1953 — Доктор / The Doctor
- 1953 — Считайте часы / Count the Hours
- 1953 — China Venture
- 1954 — Личный ад 36 / Private Hell 36
- 1954 — Бунт в тюремном блоке № 11 / Riot in Cell Block 11
- 1955 — An Annapolis Story
- 1955 — Frontier
- 1956 — Преступность на улицах / Crime in the Streets
- 1956 — Вторжение похитителей тел / Invasion of the Body Snatchers[3]
- 1957 — Малыш Нельсон / Baby Face Nelson
- 1958 — Линейка / The Lineup
- 1958 — Контрабандисты оружия / The Gun Runners
- 1958 — Испанский роман / Spanish Affair
- 1959 — Adventure Showcase
- 1959 — Край вечности / Edge of Eternity
- 1959 — Hound-Dog Man
- 1960 — Театр Алкоа / Alcoa Theatre
- 1960 — Пылающая звезда / Flaming Star
- 1961 — Автобусная остановка / Bus Stop
- 1962 — Ад для героев / Hell Is for Heroes
- 1963 — The Lloyd Bridges Show
- 1963 — Breaking Point
- 1963—1964 — Сумеречная зона / The Twilight Zone
- 1964 — Destry
- 1964 — The Hanged-Man
- 1964 — Убийцы / The Killers
- 1965 — Конвой / Convoy
- 1965 — Легенда о Джесси Джеймсе / The Legend of Jesse James
- 1967 — Незнакомец в бегах / Stranger on the Run
- 1968 — Мэдиган / Madigan
- 1968 — Блеф Кугана / Coogan’s Bluff
- 1969 — Смерть стрелка / Death of a Gunfighter
- 1970 — Два мула для сестры Сары / Two Mules for Sister Sara
- 1971 — Обманутый / The Beguiled
- 1971 — Грязный Гарри / Dirty Harry
- 1973 — Чарли Вэррик / Charley Varrick
- 1974 — Чёрная ветряная мельница / The Black Windmill
- 1976 — Самый меткий / The Shootist
- 1977 — Телефон / Telefon
- 1979 — Побег из Алькатраса / Escape from Alcatraz
- 1980 — Грубая огранка / Rough Cut
- 1982 — Сглазили! / Jinxed![4][5]

### Продюсер
- 1959 — Край вечности / Edge of Eternity
- 1964 — Убийцы / The Killers
- 1965 — Конвой / Convoy
- 1965—1966 — Легенда о Джесси Джеймсе / The Legend of Jesse James
- 1968 — Блеф Кугана / Coogan’s Bluff
- 1971 — Грязный Гарри / Dirty Harry
- 1971 — Обманутый / The Beguiled
- 1973 — Чарли Вэррик / Charley Varrick
- 1974 — Чёрная ветряная мельница / The Black Windmill
- 1979 — Побег из Алькатраса / Escape from Alcatraz

## Награды и номинации
Премия Гильдии режиссёров Америки (1955)
- Лучшая режиссура в полнометражном фильме («Бунт в тюремном блоке № 11») — номинация

Кинофестиваль в Теллуриде (1987)
- Серебряный медальон за достижения

Премия Гильдии кинокритиков Лос-Анджелеса
- Награда за достижения в карьере